# Herb powiatu mławskiego
Herb powiatu mławskiego – jeden z symboli powiatu mławskiego, ustanowiony 10 listopada 2001.

## Wygląd i symbolika
Herb przedstawia na tarczy w polu czerwonym mazowieckiego Orła Białego (symbolizującego przynależność do województwa mazowieckiego), a w jego centralnej części niebieską tarczę z postacią biskupa w czerwonym ornacie, mitrze i obuwiu, który w lewej ręce trzyma pastorał, a w prawej wiosło, piórem do dołu (jest to postać św. Wojciecha, pochodząca z herbu Mławy).